# Gerasimovskita
La gerasimovskita és un mineral de la classe dels òxids. Va rebre el nom l'any 1957 per Evgeny Ivanovich Semenov en honor de Vasilii Ivanovich Gerasimovsky (20 de juny de 1907, poble d'Artemievskaya, óblast de Vólogda, Rússia - 11 d'agost de 1979, Transbaikal) qui el 1934 va descobrir amb O.A. Vorobyova el jaciment de Vorobyova, a la Península de Kola.

## Característiques
La gerasimovskita és un òxid de fórmula química (Mn,Ca)(Nb,Ti)₅O₁₂·9H₂O. Es tracta d'una espècie aprovada per l'Associació Mineralògica Internacional, i publicada per primera vegada el 1958. La seva duresa a l'escala de Mohs és 2, i és un mineral amorf.
Segons la classificació de Nickel-Strunz, la gerasimovskita pertany a «04.FM - Hidròxids amb H₂O +- (OH); sense classificar» juntament amb els següents minerals: franconita, hochelagaïta, ternovita, beliankinita, manganbeliankinita, silhydrita i cuzticita.

## Formació i jaciments
Va ser descoberta a la muntanya Malyi Punkaruaiv, situada al districte de Lovozero, dins l'óblast de Múrmansk (Rússia). També ha estat descrita en altres indrets propers tant al mateix districte de Lovozero com al massís de Khibini. A fora de Rússia també se n'ha trobat al Complex intrusiu d'Ilímaussaq, al municipi de Kujalleq (Groenlàndia). Aquests indrets són els únics de tot el planeta on ha estat descrita aquesta espècie mineral.